# MAGI '900 - Museo delle eccellenze artistiche e storiche
Il MAGI '900 è un museo privato situato a Pieve di Cento, nella città metropolitana di Bologna, in Emilia-Romagna.
Il museo nasce da un'idea dell'imprenditore Giulio Bargellini ed è caratterizzato da una suddivisione "generazionale" delle opere esposte.
Ospita oltre duemila opere d'arte contemporanea per novemila metri quadrati di spazio espositivo, che si espandono in un edificio di archeologia industriale – un silo granario degli anni Trenta riconvertito a museo su progetto dell'architetto Giuseppe Davanzo – cui sono state accostate due nuove strutture espositive e un giardino dedicato alla scultura.

## Storia
L'edificio che ospita il museo è un silo per lo stoccaggio del frumento costruito nel 1933, con una superficie complessiva di 4 000 m² distribuiti su sei piani. L'edificio, ormai in disuso, venne acquistato da Bargellini che, in collaborazione con l'amministrazione comunale di Pieve di Cento, ne finanziò il restauro e l'adattamento a struttura museale, su progetto dell'architetto Giuseppe Davanzo.
Dopo che vi si è celebrata la "Prima giornata dell'artista" (27 novembre 1999), il museo è stato ufficialmente inaugurato il 27 febbraio 2000.

## La collezione
Giulio Bargellini ha acquisito un patrimonio di circa duemila opere, acquistate o donategli dagli artisti. A queste si sono aggiunte opere concesse in deposito al museo da artisti, enti e collezionisti.
Ne deriva una collezione non omogenea, senza pretese di completezza e definizione.
La collezione permanente spazia dalla Belle Époque alle ultime tendenze, dal futurismo alle sculture metafisiche in bronzo di Giorgio de Chirico, dai Maestri Storici del Novecento all’avanguardia degli anni Sessanta e Settanta, da centinaia di quadri in miniatura della Collezione Minima 8x10 di Cesare Zavattini fino alla produzione di autori africani e sudamericani.
L'allestimento è articolato per nuclei tematici.
La collezione permanente comprende circa novecento tra dipinti, sculture e opere grafiche e si arricchisce grazie soprattutto a donazioni. Tra gli artisti le cui opere sono presenti nella collezione ci sono:
- Afro
- Antonio Alciati
- Renato Birolli
- Giovanni Boldini
- Aroldo Bonzagni
- Alberto Burri
- Massimo Campigli
- Giuseppe Capogrossi
- Carlo Carrà
- Felice Casorati
- Bruno Cassinari
- Ferdinando Chevrier
- Giorgio de Chirico
- Raffaele De Grada
- Angelo Del Bon
- Fortunato Depero
- Gerardo Dottori
- Gianni Dova
- Lucio Fontana
- Riccardo Francalancia
- Franco Gentilini
- Silvano Girardello
- Carlo Guarnieri
- Giuseppe Guerreschi
- Virgilio Guidi
- Renato Guttuso
- Carlo Levi
- Antonio Ligabue
- Mario Mafai
- Alberto Magnelli
- Esther Mahalangu
- Fausto Melotti
- Francesco Menzio
- Mirko Basaldella
- Amedeo Modigliani
- Mattia Moreni
- Ennio Morlotti
- Fausto Pirandello
- Arnaldo Pomodoro
- Giò Pomodoro
- Concetto Pozzati
- Enrico Prampolini
- Ricas
- Bruno Saetti
- Aligi Sassu
- Alberto Savinio
- Emilio Scanavino
- Toti Scialoja
- Gino Severini
- Mario Sironi
- Atanasio Soldati
- Mario Tozzi
- Emilio Vedova
- Renato Vernizzi
- Zoran Mušič
- Gian Berto Vanni

### Servizi
Oltre alla collezione permanente e alle mostre temporanee, che si visitano a pagamento con diverse formule tariffarie, nello spazio OPEN BOX il museo offre esposizioni ed eventi culturali gratuiti.
Il MAGI '900 organizza visite guidate individuali, tematiche o personalizzate e propone laboratori creativi per bambini e atelier per adulti.
Il dipartimento didattico MAGICOMAGI propone un'offerta di percorsi didattici, laboratori e visite animate per le scuole.